# Massive Noise Injection
Massive Noise Injection – pierwszy album koncertowy brytyjskiej grupy heavymetalowej Wolfsbane nagrany 20 lutego 1993 roku w Marquee Club.

## Lista utworów
1. „Protect & Survive” - 3:47
2. „Load Me Down” - 3:02
3. „Black Lagoon” - 4:54
4. „Rope & Ride” - 4:08
5. „Kathy Wilson” - 4:21
6. „Loco” - 3:33
7. „End of the Century” - 4:10
8. „Steel” - 4:56
9. „Temple of Rock” - 5:37
10. „Manhunt” - 3:56
11. „Money to Burn” - 6:56
12. „Paint the Town Red” - 3:48
13. „Wild Thing” - 5:31
14. „Hollow Man” (tylko wersja winylowa)*
15. „Want Me All the Time” (tylko wersja winylowa)*

## Muzycy
- Blaze Bayley – wokale prowadzące
- Jason Edwards – gitara
- Jeff Hately – gitara basowa
- Steve Ellet – perkusja

## Personel techniczny
- Sue Moroney – fotograf
- Tony Woliscroft – fotograf
- Steve Todd – fotograf
- Bruno Edwards – fotograf
- Ray Palmer – fotograf
- Barbara Edwards – grafika
- John Buckingham – grafika
- Ashley Groom – asystent inżyniera
- Andy Earl – fotograf